# Бароне-Канавезе
Бароне-Канавезе (итал. Barone Canavese, пьем. Baron) — коммуна в Италии, располагается в области Пьемонт, в провинции Турин.
Население составляет 582 человека (2008 г.), плотность населения составляет 146 чел./км². Коммуна занимает площадь 4 км². Почтовый индекс — 10010. Телефонный код — 011.
В коммуне 15 августа особо празднуется Успение Пресвятой Богородицы.

## Демография
Динамика населения:

## Администрация коммуны
- Официальный сайт: